# Zyzzyx chilensis
Zyzzyx chilensis (лат.) — вид песочных ос из подсемейства Bembicinae (триба Bembicini). Единственный вид рода Zyzzyx Pate, 1937. Хищник, охотится на мух (по данным работ Janvier 1928 и Genise 1982). Также известен случай обнаружения бабочки-толстоголовки Hesperiidae в одном из гнёзд ос (предположительно, жертв).

## Распространение
Южная Америка: Аргентина, Парагвай, Перу, Уругвай, Чили.

## Систематика
Вид первоначально был описан под названием Stictia chilensis, а позднее выделен в отдельный монотипический род Zyzzyx Pate. Относится к трибе Bembicini.